# The Man and the Woman

The Man and the Woman est un film muet américain réalisé par D. W. Griffith, sorti en 1908.

## Synopsis
Une jeune femme épouse le frère d'un ministre et se trouve prise dans un mariage raté. Après les avoir abandonnés dans le passé, l'homme retrouve sa femme et son enfant.

## Fiche technique
- Titre : The Man and the Woman
- Réalisation et scénario : D. W. Griffith
- Société de production et de distribution : American Mutoscope and Biograph Company[2]
- Photographie : Arthur Marvin et G. W. Bitzer
- Pays de production :  États-Unis
- Format[3] : Noir et blanc - Muet - 1,33:1 ou 1,37:1[4] - 35 mm[4],[5]
- Longueur de pellicule : 776 pieds (237 mètres[5])
- Durée : 13 minutes (à 16 images par seconde)[3]
- Date de sortie : 14 août 1908

## Distribution
Les noms des personnages proviennent de l'Internet Movie Database.
- Linda Arvidson : Gladys
- George Gebhardt : Tom Wilkins
- Charles Inslee : le faux religieux[4],[6]
- Harry Solter : le prêtre[4],[6]

## Autour du film
- Les scènes du film ont été tournées les 17 et 18 juillet 1908 dans le studio de la Biograph à New York et à Fort Lee, dans le New Jersey.